# Olakunle Olusegun
Olakunle Junior Olusegun (Ilorin, 23 aprile 2002) è un calciatore nigeriano, attaccante del Krasnodar.

## Carriera

### Club
Prodotto delle giovanili dell'ABS, nel luglio 2020 si trasferisce in Europa, quando firma con i russi del FDC Vista Gelendžik. Due mesi dopo si accasa ai danesi del Fremad Amager, con il quale totalizza in due stagioni 40 presenze e 12 reti. Il 19 agosto 2021 viene acquistato dai bulgari del Botev Plovdiv, che quattro giorni dopo lo girano in prestito al Krasnodar. Inizialmente aggregato alla rosa della seconda squadra, il 3 aprile 2022 esordisce in prima squadra, giocando l'incontro di campionato perso per 0-1 contro la Dinamo Mosca.

### Nazionale
Nel 2019 ha giocato 10 partite con la nazionale nigeriana Under-17, realizzandovi anche tre reti, prendendo inoltre parte al campionato africano di categoria e al campionato mondiale di categoria.
Il 6 giugno 2025 fa il suo esordio con la nazionale maggiore, nel pareggio per 1-1 contro la Russia.

## Statistiche

### Presenze e reti nei club
Statistiche aggiornate al 21 maggio 2022.
| Stagione             | Squadra              | Campionato           | Campionato | Campionato | Coppe nazionali | Coppe nazionali | Coppe nazionali | Coppe continentali | Coppe continentali | Coppe continentali | Altre coppe | Altre coppe | Altre coppe | Totale | Totale |
| Stagione             | Squadra              | Comp                 | Pres       | Reti       | Comp            | Pres            | Reti            | Comp               | Pres               | Reti               | Comp        | Pres        | Reti        | Pres   | Reti   |
| -------------------- | -------------------- | -------------------- | ---------- | ---------- | --------------- | --------------- | --------------- | ------------------ | ------------------ | ------------------ | ----------- | ----------- | ----------- | ------ | ------ |
| 2020-2021            | Fremad Amager        | 1D                   | 21+10      | 4+3        | CD              | 6               | 5               |                    | -                  | -                  |             | -           | -           | 37     | 12     |
| lug.-ago. 2021       | Fremad Amager        | 1D                   | 3          | 0          | CD              | -               | -               |                    | -                  | -                  |             | -           | -           | 3      | 0      |
| Totale Fremad Amager | Totale Fremad Amager | Totale Fremad Amager | 34         | 7          |                 | 6               | 5               |                    | -                  | -                  |             | -           | -           | 40     | 12     |
| 2021-2022            | Krasnodar-2          | 1D                   | 19         | 6          |                 | -               | -               |                    | -                  | -                  |             | -           | -           | 19     | 6      |
| 2021-2022            | Krasnodar            | PL                   | 9          | 0          | CR              | 0               | 0               |                    | -                  | -                  |             | -           | -           | 9      | 0      |
| Totale carriera      | Totale carriera      | Totale carriera      | 62         | 13         |                 | 6               | 5               |                    | -                  | -                  |             | -           | -           | 68     | 18     |

### Cronologia presenze e reti in nazionale
| Cronologia completa delle presenze e delle reti in nazionale ― Nigeria | Cronologia completa delle presenze e delle reti in nazionale ― Nigeria | Cronologia completa delle presenze e delle reti in nazionale ― Nigeria | Cronologia completa delle presenze e delle reti in nazionale ― Nigeria | Cronologia completa delle presenze e delle reti in nazionale ― Nigeria | Cronologia completa delle presenze e delle reti in nazionale ― Nigeria | Cronologia completa delle presenze e delle reti in nazionale ― Nigeria | Cronologia completa delle presenze e delle reti in nazionale ― Nigeria |
| Data                                                                   | Città                                                                  | In casa                                                                | Risultato                                                              | Ospiti                                                                 | Competizione                                                           | Reti                                                                   | Note                                                                   |
| ---------------------------------------------------------------------- | ---------------------------------------------------------------------- | ---------------------------------------------------------------------- | ---------------------------------------------------------------------- | ---------------------------------------------------------------------- | ---------------------------------------------------------------------- | ---------------------------------------------------------------------- | ---------------------------------------------------------------------- |
| 6-6-2025                                                               | Mosca                                                                  | Russia                                                                 | 1 – 1                                                                  | Nigeria                                                                | Amichevole                                                             | -                                                                      | 76’                                                                    |
| Totale                                                                 |                                                                        | Presenze                                                               | 1                                                                      |                                                                        | Reti                                                                   | 0                                                                      |                                                                        |

## Palmarès
- Campionato russo: 1

Krasnodar: 2024-2025